# Бријант
Бријант (фр. Briantes) насеље је и општина у централној Француској у региону Центар (регион), у департману Ендр која припада префектури la Châtre.
По подацима из 2011. године у општини је живело 608 становника, а густина насељености је износила 26,3 становника/km². Општина се простире на површини од 23,12 km². Налази се на средњој надморској висини од 227 метара (максималној 308 m, а минималној 207 m).

## Демографија
| 1962. | 1968. | 1975. | 1982. | 1990. | 1999. | 2011. |
| ----- | ----- | ----- | ----- | ----- | ----- | ----- |
| 711   | 664   | 554   | 542   | 526   | 557   | 608   |

График промене броја становника у току последњих година